# Pluskonstruktionen
Inom matematiken är pluskonstruktionen en metod för att förenkla fundamentalgruppen av ett rum utan att förändra dess homologi- och kohomologigrupper. Den introducerades av Kervaire (1969) och användes av Daniel Quillen till att definiera algebraisk K-teori. 
Den vanligaste användningen av pluskonstruktionen är i just i algebraisk K-teori. Om {\displaystyle R} är en ring med enhet betecknar vi med {\displaystyle GL_{n}(R)} gruppen av inverterbara {\displaystyle n}-by-{\displaystyle n}-matriser med element i {\displaystyle R}. {\displaystyle GL_{n}(R)} kan inbäddas i {\displaystyle GL_{n+1}(R)} genom att sätta {\displaystyle 1} i diagonalen nollor vid andra tomma ställen. Det direkta gränsvärdet av dessa grupper via dessa avbildningar betecknas med {\displaystyle GL(R)} och dess klassificerande rum med {\displaystyle BGL(R)}. Pluskonstruktionen kan sedan appliceras till den perfekta normala undergruppen {\displaystyle E(R)} av {\displaystyle GL(R)=\pi _{1}(BGL(R))}, genererad av matriserna som skiljer sig från enhetsmatrisen i bara en icke-diagonal position. För {\displaystyle i>0} är den {\displaystyle n}-te homotopigruppen av det resulterande rummet, {\displaystyle BGL(R)^{+}}, den {\displaystyle n}-te {\displaystyle K}-gruppen av {\displaystyle R}, {\displaystyle K_{n}(R)}.